# 洛索讷
洛索讷（法語：Laussonne，法語發音：[losɔn]）是法国上卢瓦尔省的一个市镇，位于该省东南部，属于勒皮区。

## 地理
洛索讷（44°58'12"N, 4°3'7"E）面积25.11 平方千米，位于法国奥弗涅-罗讷-阿尔卑斯大区上盧瓦爾省，该省份为法国中南部省份，北起多姆山省和卢瓦尔省，西接康塔爾省，南至洛泽尔省，东临阿尔代什省。
与洛索讷接壤的市镇（或旧市镇、城区）包括：弗雷斯内拉图尔、朗特里亚克、加泽耶河畔勒莫纳斯捷、穆代尔、圣弗龙、圣于连-沙普特伊。
洛索讷的时区为UTC+01:00、UTC+02:00（夏令时）。

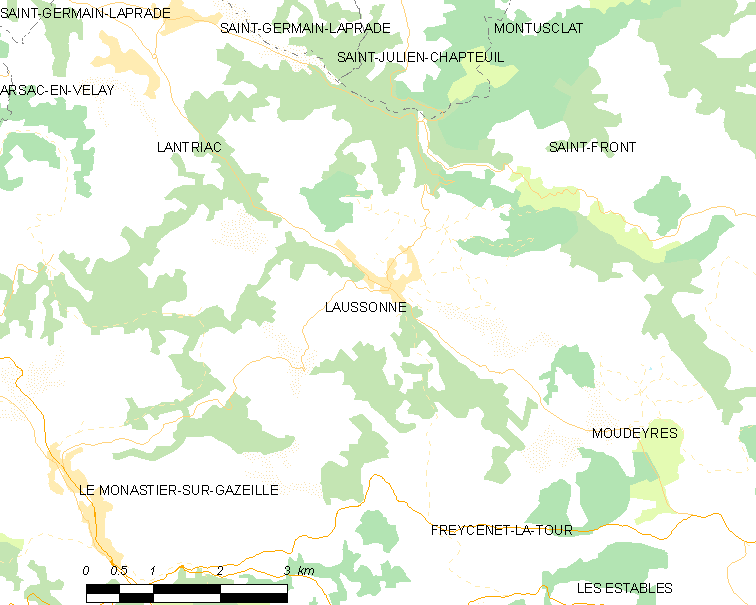
洛索讷的OSM定位图

## 行政
洛索讷的邮政编码为43150，INSEE市镇编码为43115。

## 政治
洛索讷所属的省级选区为梅藏县。

## 人口

1962-2008年间洛索讷人口变化图示

洛索讷于2022年1月1日时的人口数量为1019人。

## 友好城市
德国 格林道